# Miloslav Nohejl
Miloslav Nohejl (26. května 1896, Plzeň – 25. října 1974, Plzeň) byl český spisovatel-prozaik.

## Život
Narodil se v rodině úředníka státní dráhy Adolfa Nohejla a jeho manželky Anny, rozené Kudlové. Otec matky Anny, Václav Kudla (1847–1921), vlastnil instalatérský závod, který po jeho smrti Adolf Nohejl převzal.
Vyrostl v Plzni. V letech 1907 až 1914 studoval a maturoval na I. české reálce v Plzni. Již během středoškolských studií psal krátké beletristické prózy. Krátce studoval na Vysoké škole technické v Praze, studium přerušila první světová válka. Poprvé publikoval v plzeňském Českém deníku pod šifrou M. T.  V roce 1915 se vrátil do Plzně, kde se stal městským úředníkem. Z římskokatolické církve vystoupil roku 1919. První jeho povídka byla otištěna v červnu 1919 v literárním týdeníku Cesta. 17. září 1919 se oženil s Kristinou Kleinovou. Po studiu na Státní knihovnické škole v Praze v letech 1921–1922 pracoval od 1. 7. 1922 v plzeňské Krajské lidové knihovně.
V roce 1927 (uváděn také rok 1922) byl přijat za člena Literární skupiny. V roce 1923 se stal členem Syndikátu českých a slovenských spisovatelů. Přispíval též do brněnského literárního časopisu Host, do plzeňského časopisu Pramen, do Českého deníku, Rozprav Aventina, časopisu Sever a Východ, Tvar, Lumír. Léta spolupracoval s Lidovými novinami. Ve třicátých letech spolupracoval s pražským rozhlasem.
V letech 1948 –1951 byl ředitelem Krajské lidové knihovny v Plzni. V roce 1951 byl skoro rok držen ve vyšetřovací vazbě údajně z toho důvodu, že velmi pomalu a nedůsledně vyřazoval z knihovního fondu tehdy tzv. brakovou literaturu, například knihy Egona Hostovského, Uptona Sinclaira  i díla dalších významných spisovatelů. Bez vynesení rozsudku byl v září 1951 propuštěn z vězení, v listopadu také ze zaměstnání. V letech 1948 –1956 nemohl publikovat beletristické prózy. Po propuštění z práce odešel do invalidního důchodu a v roce 1956 pokračoval v literární činnosti. V únoru 1955 Nohejl ovdověl a v červnu se oženil s Martou Vildovou, pracovnicí Krajské lidové knihovny v Plzni. V roce 1956 byl přijat do Svazu československých spisovatelů, ve kterém byl až do jeho zániku v roce 1970. Opět mohl publikovat. V roce 1968 byl rehabilitován. 13. září 1968 byl v Plzni oceněn Cenou města Plzně za celoživotní literární dílo. 2. září 1970 ho postihl v Karlových Varech vážný úraz, který zapříčinil zhoršení zdravotního stavu. Zemřel v ústraní 25. října 1974 v Plzni.

## Dílo
Předválečné prózy Miloslava Nohejla charakterizuje vztah dvojice milenců nebo manželů, často ovlivněný dalším milostným vztahem. Již v roce 1926 ocenil např. významný kritik Arne Novák povídkové knihy Dívka a sen a Vidím milence např. slovy „...Miloslav Nohejl je stylista dbalý a vkusný...někdy se mu podaří věta jemného výbrusu a vděku až nadzemského...“.
Po druhé světové válce Nohejl nejprve popsal své zážitky z květnové revoluce (Holýma rukama) a pak se soustředil na prózy s faktografickým základem, věnované Plzni.

### Knižní vydání
- Veliká radost (prózy, Plzeň, Karel Beníško, 1921)
- Dívka a sen (Praha, Otakar Štorch-Marien, 1925)
- Vidím milence (osm povídek, Vyškov, Fr. Obzina, 1925)
- Souhlas (román, Praha, Družstevní práce, 1926)
- Proměna' (novoroční črta, dřevoryty Josef Hodek, Plzeň, Marie Hodková, 1927)
- Kniha se rodí (fejeton, V Plzni, Kroužek bibliofilů a přátel grafiky, 1928)
- Ohnivý červenec (román, upravil, sedmi kresbami doprovodil a obálku a vazbu navrhl Emanuel Frinta, V Praze, Družstevní práce, 1929)
- Dvě mužské povídky (s 2 lepty a značkou Jana Konůpka, Plzeň, Olga Škábová, 1930)
- Deset let nerozhoduje (román, V Praze, F. Topič, 1932, L. Mazáč 1941, Kvasnička a Hampl, 1945 a Čs. spisovatel, 1970)
- Svět nic neví (román, V Praze, Vydavatelstvo Družstevní práce, 1934)
- Chlapci a muži (povídky, V Praze, L. Mazáč, 1941)
- Ohnivý červenec (román, V Praze, L. Mazáč, 1941)
- Souhlas (Román, V Praze, L. Mazáč, 1941 a E. Beaufort národní správa, 1946 )
- Zázrak s Julií (Praha, L. Mazáč, 1941 a Alois Hynek, 1943)
- Ohnivý červenec (román, V Novém Bydžově, V. & A. Janata, 1944 a České Budějovice, Růže, 1969)
- Holýma rukama (s obálkou a kresbami Otakara Mrkvičky, V Praze, Nakladatelské družstvo Máje, 1946)
- Sirény oslavují Plzeň (Román, Praha, Alois Hynek, 1948)
- Sud se zlatým dnem (kresby Zdeněk Seydl, Praha, Československý spisovatel, 1956 a Západočeské nakladatelství, 1966)
- Neslýchaná věc (tři povídky o „učeném“ sládku Františku Ondřeji Poupětovi, ilustroval Alois Moravec, Praha, Státní nakladatelství dětské knihy, 1957)
- Stoletá cesta, Škoda 1859 - Závody V.I. Lenina, Plzeň 1959 (Autoři Václav Jíša a Miloslav Nohejl, Plzeň, Krajské nakladatelství, 1959)
- Odvrácená tvář (Plzeň, Krajské nakladatelství, 1964)
- Plzeň s příchutí sladkou, hořkou i kyselou (Plzeň, Krajské nakladatelství, 1965)
- Obraný hrozen (Praha, Československý spisovatel, 1966)
- Škodové (Plzeň, Západočeské nakladatelství, 1968)

### Filmografie
- Svět nic neví (Námět filmu podle stejnojmenného románu, režie Jiří Svoboda, hlavní role Emil Horváth, 1987)

## Zajímavost
Většinu života strávil Miloslav Nohejl v Plzni. V roce 1945, poté, co byl dům, kde v Plzni bydlel, vybombardován, žil od dubna do srpna 1945 u rodičů na pražském Spořilově. V té době žilo na Spořilově více intelektuálů a umělců, jako spisovatelé A. C. Nor, Adolf Branald a další. Své zážitky z pražské květnové revoluce 1945 popsal Nohejl v knize Holýma rukama.
A. C. Nor patřil mezi Nohejlovy dlouholeté přátele, jak několikrát uvedl ve vzpomínkové knize Život nebyl sen. K sedmdesátinám Miloslava Nohejla zveřejnil v Literárních novinách článek s charakteristickým názvem Dlouhá léta přátelství.